# Грин Вали (округ Лос Анђелес, Калифорнија)
Грин Вали (енгл. Green Valley, Los Angeles County) насељено је место без административног статуса у америчкој савезној држави Калифорнија.

## Демографија
По попису из 2010. године број становника је 1.027.
| Група             | 2000.    | 2010.       |
| Белци             | 0 (0,0%) | 833 (81,1%) |
| Афроамериканци    | 0 (0,0%) | 8 (0,8%)    |
| Азијати           | 0 (0,0%) | 12 (1,2%)   |
| Хиспаноамериканци | 0 (0,0%) | 123 (12,0%) |
| Укупно            | 0        | 1.027       |